# 王树东 (1964年)
王树东（1964年10月—），汉族，内蒙古赤峰人，中煤集团党委书记、董事长，毕业于华北电力大学动力工程系热动专业，中華人民共和國政治人物，為工学硕士、高级工程师、享受国务院政府特殊津贴专家。

## 生平
曾任赤峰市热电厂厂长、通辽市发电总厂厂长、中电投副总经理等职。
在中电投期间，历任霍林河煤电集团董事长、蒙东能源集团董事长、总经理助理、副总经理。
2021年3月，接替退休的李延江，任中煤集团党委书记、董事长。2022年，当选中共二十大代表。